# Bimont
Bimont ist eine französische Gemeinde im Département Pas-de-Calais in der Region Hauts-de-France. Sie gehört zum Kanton Lumbres im Arrondissement Montreuil.

## Lage
Die Gemeinde Bimont liegt im Artois, 13 Kilometer nordöstlich von Montreuil. Nachbargemeinden von Bimont sind Hucqueliers im Norden, Maninghem im Osten, Quilen im Südosten, Saint-Michel-sous-Bois im Süden, Clenleu im Südwesten sowie Preures im Nordwesten.

## Bevölkerungsentwicklung
| Jahr                       | 1962 | 1968 | 1975 | 1982 | 1990 | 1999 | 2006 | 2014 | 2022 |
| -------------------------- | ---- | ---- | ---- | ---- | ---- | ---- | ---- | ---- | ---- |
| Einwohner                  | 112  | 120  | 117  | 106  | 108  | 117  | 120  | 113  | 103  |
| Quellen: Cassini und INSEE |      |      |      |      |      |      |      |      |      |

## Sehenswürdigkeiten

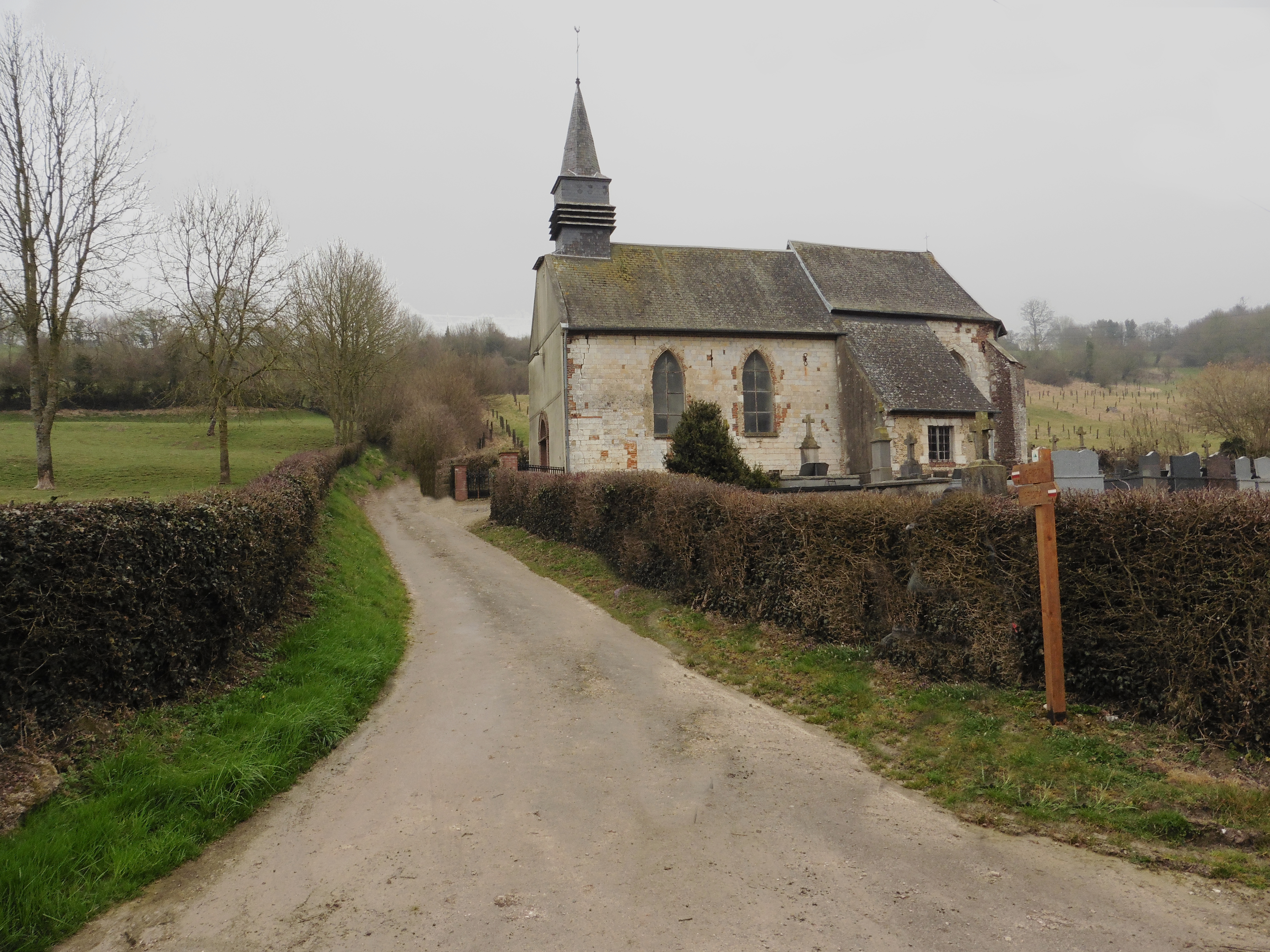
Kirche Saint-Pierre

- Kirche Saint-Pierre